# Liste der Bodendenkmale in Friedland (Niedersachsen)
In der Liste der Bodendenkmale in Friedland sind die Bodendenkmale der niedersächsischen Gemeinde Friedland aufgeführt. Die Quelle ist der Denkmalatlas Niedersachsen.
- Bitte beachten Sie, dass diese Liste keinen Anspruch auf Vollständigkeit erhebt.
- Die Angaben ersetzen nicht die rechtsverbindliche Auskunft der zuständigen Denkmalschutzbehörde.
- Es sind nur Daten aus dem Denkmalatlas verarbeitet.
- Der Stand der Liste ist der 9. März 2025.

Friedland im Landkreis Göttingen

## Allgemein
In den Spalten finden sich folgende Informationen des Bodendenkmales:
| Lage         | geographische Koordinaten                                                           |
| Bezeichnung  | Bezeichnung lt. Denkmalatlas                                                        |
| Beschreibung | Beschreibung lt. Denkmalatlas                                                       |
| ID           | Objekt-ID                                                                           |
| Bild         | Bild, ggf. zusätzlich mit Link zu weiteren Fotos im Medienarchiv Wikimedia Commons. |

## Ballenhausen
| Lage                        | Bezeichnung                      | Beschreibung | ID       | Bild           |
| --------------------------- | -------------------------------- | --- | -------- | -------------- |
| 51° 27′ 3″ N, 9° 58′ 5″ O   | Ballenhausen 3, Burg Bodenhausen | Die Burg besteht aus einer etwa dreieckigen Hauptburg (ca. 33 × 18 m) und einer ungefähr viereckigen Vorburg (ca. 50 × 35 m), die durch eine eingemeißelte Schlucht (Br. ca. 15 m) voneinander getrennt sind. Die nördliche Hauptburg ist im W durch einen Wasserlauf natürlich, im O durch einen Graben künstlich gesichert. Möglicherweise war die Hauptburg ringsum von Wasser umgeben, denn nur damit dürfte sie zu verteidigen gewesen sein. Gesamtareal ca. 70 × 120 m. Die Vorburg wird an allen Seiten durch eingemeißelte Gräben gesichert. Durch diese Einschnitte ist auf der östl. und westl. Seite zusätzlich ein flankierender Vorwall geschaffen worden. | 28982891 | Weitere Bilder |
| 51° 27′ 12″ N, 9° 57′ 59″ O | Ballenhausen 4, Wüstung          | Ausdehnung der Wüstung durch Funde ca. 200 × 500 m. Innerhalb dieses Areals auch verstreut neolithische und eisenzeitliche Siedlungsspuren. Das Dorf Bodenhusen und die Burg haben mindestens eine Zeit lang zusammen bestanden. | 28982893 | BW             |

## Deiderode
| Lage                        | Bezeichnung       | Beschreibung | ID       | Bild |
| --------------------------- | ----------------- | --- | -------- | ---- |
| 51° 25′ 21″ N, 9° 51′ 47″ O | Deiderode 2, Thie | Rechteckig mit abgerundeten Ecken, 14 × 13 m. An der Straßenseite von 2 m hohen Außenmauer, an der südöstlichen Seite von 0,6 m hohen Mauer abgegrenzt. Ein Zugang. Wahrscheinlich begradigt. Oberfläche mit rotem Steinsplitt bedeckt. Ein Stein, 1,1 × 0,7 × 0,7 m hoch. | 28982897 | BW   |

## Elkershausen
| Lage                        | Bezeichnung          | Beschreibung | ID       | Bild |
| --------------------------- | -------------------- | --- | -------- | ---- |
| 51° 25′ 23″ N, 9° 53′ 32″ O | Elkershausen 4, Thie | In erhöhter Lage. Zur Straßenseite von ca. 1,1 m hohen Bruchsteinmauer abgegrenzt. Dm. ca. 14 m, 1 Zugang. Läuft westlich zur Kapellenmauer hin aus. Mit rotem Steinsplitt bedeckt. Steinplatte (1 × 0,8 × 0,17 m) auf rundem Stein (Dm. 0,80, H. 0,35 m) aufgesetzt. | 28982898 | BW   |

## Friedland
| Lage                       | Bezeichnung                 | Beschreibung | ID       | Bild           |
| -------------------------- | --------------------------- | --- | -------- | -------------- |
| 51° 25′ 1″ N, 9° 55′ 1″ O  | Friedland 4, Burg Friedland | Da der Wehrbau in der 3. Göttinger Landwehrlinie lag, hatte er gleichzeitig die Funktion einer Warte. Gesamtanlage aus einer weiträumigen Burg mit rechteckigem Bergfried und runden Ecktürmen, an die sich im Westen eine Vorburg mit Mauer und Graben anschloss, die im Wesentlichen Wirtschaftszwecken diente. Heute sind nur noch einige Grabenreste vorhanden. Etwa viereckige Hauptburg mit noch an drei Seiten erhaltenen Graben, der im Norden und Süden von einem hohen Wall begleitet wird. Die Vorburg, die bergaufwärts im Südwesten an die Hauptburg anschließt, macht an dieser Stelle einen Wall überflüssig. Bedingt durch die Topographie zeigt die Vorburg nur in der SW-Ecke einen Graben auf, wird aber weiter hangaufwärts durch einen zusätzlichen Graben gesichert. Maße: Br. der Hauptburg zwischen beiden Wällen ca. 100 m, Höhenunterschied Graben-Burggelände bis 10 m. Die Vorburg nimmt einen Raum von ca. 70 × 90 m ein; Wall-Grabenunterschied hier bis 1,5 m. | 28982900 | Weitere Bilder |
| 51° 25′ 7″ N, 9° 55′ 53″ O | Friedland 5, Landwehr       | Mit drei Wällen und zwei inneren Gräben; die äußeren Wälle sind niedrig und schmal, der mittlere Wall breit und hoch. Gesamtbreite 20 m, max. Höhenunterschied 1,5 m. Läuft in NO gegen eine natürliche Kuppe aus; im SW-Bereich durch einen Feldweg vermutlich abgeschnitten. Der weitere, jetzt eingeebnete Landwehrverlauf nach W ist ebenfalls bekannt. Der sich in einem alten Laubwald befindliche Landwehrabschnitt ist besonders gut erhalten. In der Feldmark eingeebnet. - Teilstück ID: 38050283 | 28982902 | BW             |

## Groß Schneen
| Lage                        | Bezeichnung                | Beschreibung | ID       | Bild |
| --------------------------- | -------------------------- | --- | -------- | ---- |
| 51° 26′ 7″ N, 9° 59′ 5″ O   | Groß Schneen 9, Abri       | Nasenförmig ausgearbeitetes Schutzdach, ca. 3,50 m tief. An Stelle der Traufkante eine wallförmige Materialanhäufung, durch abstürzendes Material bedingt. Br. des eigentlichen Felsüberhanges 10,50 m. Vorfeld reicht ab Traufkante 11 m bis zur Talsohle hin. Vom Fundplatz stammen u.a. Keramikscherben der vorrömischen Eisenzeit. | 28982903 | BW   |
| 51° 25′ 37″ N, 9° 58′ 3″ O  | Groß Schneen 33, Grabhügel | Durchmesser ca. 9 m und Höhe ca. 0,6 m. Rund aus Muschelkalksteinen. Gleichmäßig gewölbt. | 28982901 | BW   |
| 51° 25′ 36″ N, 9° 58′ 2″ O  | Groß Schneen 34, Grabhügel | Durchmesser ca. 7 m und Höhe ca. 0,4 m. Rund aus bis kopfgroßen Muschelkalksteinen. Gleichmäßig gewölbt. | 28982906 | BW   |
| 51° 26′ 22″ N, 9° 58′ 21″ O | Groß Schneen 38, Abri      | Buntsandsteinfelsdach. Br. des überdachten Raumes 14 m, Tiefe bis Rückwand max. 3 m, Traufkantenhöhe bis 8,5 m. Einer der wenigen Magdalénien Fundplätze in Niedersachsen. Aus dem Beginn der Besiedlung um ca. 13.900 (v.Chr.) calBC (OxA-10470: 13.105 ±70 BP; OxA-10494: 12 970 ±70 BP; OxA-10471: 12.860 ± 75 BP; Street et al. 2002) und damit Jahrhunderte vor der deutlichen Erwärmungsphase. Jung-/Spätpaläolithikum, älteres Mesolithikum, Jungbronzezeit/ältere vorrömische Eisenzeit, Neuzeit. | 28947851 | BW   |

## Ludolfshausen
| Lage                        | Bezeichnung           | Beschreibung | ID       | Bild |
| --------------------------- | --------------------- | --- | -------- | ---- |
| 51° 25′ 29″ N, 9° 58′ 53″ O | Ludolfshausen 2, Thie | Fast rund (Dm. 14 m). Von 0,9 m hohen Steinmauer umgeben mit einem Zugang. Zwei Tie-Steine je 0,7 × 1,45 m und 0,2 m hoch. Ein liegender Stein 1,5 × 0,4 m und 0,2 m hoch. | 28982908 | BW   |

## Niedernjesa
| Lage                        | Bezeichnung         | Beschreibung | ID       | Bild |
| --------------------------- | ------------------- | --- | -------- | ---- |
| 51° 28′ 34″ N, 9° 55′ 33″ O | Niedernjesa 6, Thie | Leicht nach Süden erhöhter, rechteckiger Tieplatz. Südlich und westlich von einer Steinmauer abgegrenzt. Nach Norden flach auslaufend. Maße: ca. 5 × 6 m. Wahrscheinlich früher größere Ausmaße und wegen Straßenführung verkleinert. Tiestein: 1 × 1,3 m, H. 1,6 m. Steinplatte: 0,3 m hoch. Steinbank: 1,2 × 0,4 m, H. 0,3 m. | 28983009 | BW   |

## Reckershausen
| Lage                        | Bezeichnung               | Beschreibung | ID       | Bild           |
| --------------------------- | ------------------------- | --- | -------- | -------------- |
| 51° 24′ 44″ N, 9° 55′ 49″ O | Reckershausen 2, Madeburg | Unregelmäßiger Halbkreis mit Unterbrechungen und schmalem Vorwall. Die Befestigung besteht aus einer Mörtelmauer in Schalenbauweise von 1,60 m Breite sowie vorgelagertem Spitzgraben. Im NO der Burg fehlen die Befestigungsspuren. Östl. des Hauptbefestigungswalles ist noch ein Teilstück eines flachen Walles vorhanden. Ca. 100 m nach O läuft quer über den Kamm ein (Abschnitts?)-graben und stellenweise beidseitig ein flankierender, flacher Wall; im S-Bereich undeutlich auslaufend. Das Burginnere ist nach SW teils podestartig abgestuft und zeigt im N-Bereich drei größere Vertiefungen auf, die in Zusammenhang mit der Burg stehen. Am SW-Steilhang eine Wegespur, die auf den ursprünglichen Walldurchlass zuführt und den alten Durchgangsweg darstellen dürfte. Nördlicher Befestigungswall durch die Straße Groß Schneen - Reckershausen abgeschnitten; sonst keine stärkeren Störungen. Erhaltungszustand des östlichen Burggeländes unklar. Durch Grabungen in das 10. Jh. datiert. | 28983011 | Weitere Bilder |

## Stockhausen
| Lage                      | Bezeichnung             | Beschreibung | ID       | Bild |
| ------------------------- | ----------------------- | --- | -------- | ---- |
| 51° 28′ 7″ N, 9° 57′ 7″ O | Stockhausen 3, Landwehr | Die Landwehr wird im Gelände sichtbar durch zwei breite, flache Wälle mit flachem innerem Graben, Br. bis 25 m, L. ca. 170 m. Im S angeschnitten, im N ist der Verlauf bis zur Bachaue zu verfolgen und Vegetationsmerkmale in Form eines markanten Streifens mit Dornengestrüpp. Insgesamt stark verwaschen. Im unteren Hangbereich nur stellenweise erkennbar. - Teilstück ID: 38049054 | 28969770 | BW   |